# Sam u kući
Sam u kući (eng. Home Alone) iz 1990. je božićni klasik o blagdanima dječaka Kevina nakon nezgode s njegovom obitelji s Macaulayjem Culkinom u glavnoj ulozi.

## Radnja
Kevin McCallister (Macaulay Culkin) je dječak koji se s obitelji sprema na putovanje u Francusku gdje će provesti božićne blagdane. Užurbano spremanje u obiteljskoj kući ne dira previše Kevina koji ne uspijeva privući pažnju niti jednog člana obitelji. Naposljetku ostaje zaboravljen i sam u kući što isprva nitko ne primjećuje. 
Tad na scenu stupaju Harry (Joe Pesci) i Marv (Daniel Stern), pljačkaši čija je specijalnost "olakšavanje" bogataša za vrijeme praznika. Na njihovoj listi je i kuća McCallisterovih, ali tu je isprva preplašeni Kevin koji ubrzo dolazi k sebi i priprema obranu svog doma postavljajući mnoštvo zamki za neželjene goste.

## Uloge
- Macaulay Culkin kao Kevin McCallister:  osmogodišnjak koji dolazi iz velike obitelji. Jedne noći on želi nestati i dobiva svoju želju, ali kasnije, on sazna da zapravo nije zabavno biti sam. On tada brani svoju kuću od Harryja i Marva.
- Joe Pesci kao Harry Lyme: vođa "mokrih bandita" koji žele provaliti u Kevinovu kuću. On i njegov partner Marv provaljuju u bogate kuće kada njihovi vlasnici napuste grad. Prije provala predstavljaju se kao policajci.
- Daniel Stern kao Marv Merchants: član "mokrih" bandita.
- John Heard kao Peter McCallister: Kevinov otac.
- Catherine O'Hara kao Kate McCallister: Kevinova majka.
- Devin Ratray kao Buzz McCallister: Kevinov stariji brat.
- Hillary Wolf kao Megan McCallister: Kevinova starija sestra.
- Angela Goethals kao Linnie McCallister: Kevinova starija sestra.
- Michael C. Maronna kao Jeff McCallister: Kevinov stariji brat.
- Gerry Bamman kao Frank McCallister: Kevinov stric.
- Terrie Snell kao Leslie McCallister: Kevinova teta.
- Jedidiah Cohen kao Rod McCallister: Jedan od Kevinovih rođaka.
- Senta Moses kao Tracy McCallister: Jedna od Kevinovih rođakinja.
- Daiana Campeanu kao Sondra McCallister: Jedna od Kevinovih rođakinja.
- Kieran Culkin kao Fuller McCallister: Jedan od Kevinovih rođaka.
- Anna Slotky kao Brooke McCallister: Jedna od Kevinovih rođakinja.
- Kristin Minter kao Heather McCallister: Jedan od Kevinovih rođaka.
- Roberts Blossom kao Starac Marley: stariji čovjek i susjed McCallisterovih, koji je rekao da je ubijena cijela njegova obitelj, zbog čega je Kevina strah njega svaki put kad ga vidi.
- John Candy kao Gus Polinski: član sastava (Kenosha Kickers) čiji je let otkazan zbog vremenskih nepogoda pa je i njegov sastav bio premoran za vožnju u kombiju. On nudi da Kate pođe s njima u Chicago, jer je na putu do Milwaukee, a ona prihvaća ponudu.
- Larry Hankin, policajac koji radi u odjelu obiteljska kriza

## Nastavci
- Sam u kući 2: Izgubljen u New Yorku iz 1992.
- Sam u kući 3 iz 1997.
- Sam u kući 4 iz 2002.
- Sam u kući 5 iz 2012.
- Sam u kući 6 iz 2021.